# Nyctophobic
Nyctophobic (v překladu nyktofobický, nyktofobie je chorobný strach ze tmy) je německá grind/death metalová kapela. Byla založena roku 1992 v Mannheimu bubeníkem Tomem Willem, kytaristou Chrisem Klimmerem a baskytaristou Markusem Zornem. Později se k nim přidal zpěvák Stephen Wilkenson. Texty byly orientovány na sociální tematiku, popř. politiku.
V roce 1994 vyšlo mini-LP s názvem Negligenced Respect. Debutové studiové album se zrodilo v roce 1996 a mělo název War Criminal Views.
V roce 2009 kapela zanikla.

## Diskografie

### Dema
- Adv. Tape for "Sterility" Split EP (1998)

### Studiová alba
- War Criminal Views (1996)
- Insects (2000)

### EP
- Negligenced Respect (1994)

### Kompilace
- Blast from the Past (2006)

### Živé nahrávky
- Live In Pforzheim (1995)
- Live - Merksplas (1995)

+ několik split nahrávek